# Estranho Triângulo
Estranho Triângulo (en español: Triángulo extraño) es una película brasileña de 1970 dirigida por Pedro Camargo. La película trata el tema de la homosexualidad, entre otros, aunque de forma sutil.

## Elenco
- Carlo Mossy como Durval;
- Leila Santos como Suzana;
- José Augusto Branco como Werner;
- José Wilker como Walter;
- Dinorah Brillante como Madame;
- Lúcia Alves como a garota de Durval.[nota 1]